# Катар на летних Паралимпийских играх 2020
Катар на летних Паралимпийских играх 2020, прошедших в Токио 24 августа — 5 сентября 2021 года, был представлен двумя спортсменами в лёгкой атлетике. По итогам Паралимпиады команда завоевала одну бронзовую медаль.

## Медали
| Бронза |                             |                                               |            |
| №      | Спортсмены                  | Вид спорта (дисциплина)                       | Дата       |
| 1      | Абдулрахман Абдулкадир Фики | Лёгкая атлетика (мужчины, толкание ядра, F34) | 4 сентября |

## Лёгкая атлетика
| Спортсмен                   | Дисциплина                  | Результат | Место |
| --------------------------- | --------------------------- | --------- | ----- |
| Абдулрахман Абдулкадир Фики | Мужчины, толкание ядра, F34 | 11.36     | 3     |
| Сара Хамди Масуд            | Женщины, толкание ядра, F33 | 5.42      | 6     |